# João da Silva Leal
João da Silva Leal (Jucás, 10 de setembro de 1879 — 29 de janeiro de 1963) foi um militar e político brasileiro. Filho de Delfina Carlota Pereira e Silva Leal e Manuel da Silva Costa Leal, foi casado com Odete da Silva Leal.
Cursou a Escola de Estado-Maior, foi deputado à Assembleia Legislativa do Ceará em 1927, e secretário da Fazenda na interventoria de Manuel Fernandes Távora. Participou da Revolta da Vacina irrompida da Praia Vermelha em 1904 e em 1906 tornou-se aspirante-a-oficial. Foi promovido a segundo-tenente no ano de 1907 e em 1915 tornou-se primeiro-tenente. Em 1920 foi promovido a capitão e no ano seguinte, major.
Foi professor de português no Colégio Militar de Fortaleza. Em 1929, elegeu-se deputado à Câmara Estadual do Ceará e, no ano seguinte, participou de uma coluna que tinha a finalidade de depor o governo estadual, organizada por Landri Sales, entre outros. A coluna teve sucesso quando o governo cearense caiu em 8 de outubro de 1930. Foi então nomeado secretário da Fazenda do estado no novo governo revolucionário estadual, cargo no qual permaneceu por um ano.
Foi interventor federal interino no Ceará, de 13 de junho a 22 de setembro de 1931. Transferiu o cargo de interventor interino federal no Ceará para o capitão Roberto Carneiro de Mendonça.
Participou da fundação do Partido Social Democrático (PSD) do Ceará em 1932. Nesse mesmo ano, se elegeu a deputado pelo Ceará à Constituinte na legenda do PSD. Em 1945 elegeu-se suplente de deputado federal pelo Ceará na legenda de União Democrática Nacional (UDN). Em 1948, passou a participar da Comissão Permanente de Segurança Nacional.. Foi reformado por decreto de 26 de junho de 1951 no posto de general-de-brigada.